# Ґерда Штайнгоф
Ґерда Штайнгоф (нім. Gerda Steinhoff; 29 січня 1922, Гданськ — 4 липня 1946, Гданськ) — наглядачка концтабору Штуттгоф, нацистська злочинниця.

## Біографія
До служби в таборі вона була кухарем, мала дитину.

### Робота в таборі
У 1944 році через нацистський призов Штайнгоф приєдналася до штабу табору Штуттгоф. Там вона 1 жовтня отримала посаду в жіночому таборі і брала участь у відборі жертв для газових камер. За час роботи в таборі вона багато разів піддавалася переведеннями в підтабори. Так, 1 грудня 1944 року її перенаправили на жіночу підгрупу Бромберг-Ост в місті Бидгощ. За час служби вона пишалася своєю роботою і славилася як дуже жорстокий і безжалісний наглядач. Незадовго до закінчення Другої світової війни Штайнгоф втекла з табору і повернулася додому.

### Арешт, суд і страта
25 травня 1945 року вона була заарештована польською владою і відправлена до в'язниці. Пізніше вона постала перед судом разом з іншими жінками-наглядачами і капо. Суд визнав Штайнгоф винною в садистському поводженні з ув'язненими і в відборі жертв для газових камер. Вона була засуджена до смертної кари. 4 липня 1946 року Герда Штайнгоф була публічно повішена на пагорбі Біскупія Гірка, біля міста Гданськ.

## Нагороди
- Хрест Воєнних заслуг 2-го класу (25 січня 1945)